# Punctapinella braziliana
Punctapinella braziliana är en fjärilsart som beskrevs av Brown 1991. Punctapinella braziliana ingår i släktet Punctapinella och familjen vecklare. Inga underarter finns listade i Catalogue of Life.